# Рада інспекторів Кореї
Ра́да інспекторі́в (кор. 司憲府, 사헌부, МФА: [sahʌnbu]) — центральна урядова установа в Кореї пізнього середньовіччя і раннього нового часу. Одне з трьох відомств в урядовій системі династій Корьо та Чосон. Займалося перевіркою сумлінності чиновників центрального і провінційних урядів, профілактикою і розслідуванням чиновницьких зловживань. Перебувала під прямим контролем корейського вана.

## Посади
| Ранг       | Посада                           | Особи |
| ---------- | -------------------------------- | ----- |
| 2 молодший | Старший інспектор 대사헌(大司憲) | 1     |
| 3 молодший | Інспектор 집의(執義)             | 1     |
| 4 старший  | Писар 장령(掌令)                 | 2     |
| 5 старший  | Доповідач 지평(持平)             | 2     |
| 6 старший  | Слідчий 감찰(監察)               | 24    |